# برگ‌بوی چاشنی باتلاقی
برگ‌بوی چاشنی باتلاقی (نام علمی: Lindera subcoriacea) نام یک گونه از سرده برگ‌بوهای چاشنی است.